# Piotr Gojowy
Piotr Gojowy (ur. 29 lipca 1959 w Bydgoszczy) – artysta plastyk, profesor Uniwersytetu Mikołaja Kopernika w Toruniu. 
Jest absolwentem bydgoskiego Państwowego Liceum Sztuk Plastycznych. W latach 1980–1985 studiował grafikę warsztatową na Wydziale Sztuk Pięknych Uniwersytetu Mikołaja Kopernika w Toruniu. W 1985 roku uzyskał dyplom z zakresu grafiki warsztatowej (druk wklęsły) w pracowni prof. Marii Pokorskiej. Od tego roku podjął pracę na uczelni w Zakładzie Grafiki, gdzie prowadzi pracownię litografii. W latach 1990–1996 był prodziekanem Wydziału Sztuk Pięknych, a obecnie pracuje na stanowisku profesora w Katedrze Grafiki. Tytuł profesora otrzymał z rąk prezydenta Komorowskiego w 2010 r.
Swoje prace graficzne realizuje w technikach wklęsłodruku i litografii. Kolejnym ważnym nurtem artystycznej wypowiedzi P. Gojowego, uprawianym równocześnie z klasycznymi technikami graficznymi, jest barwna, malarska monotypia. W odróżnieniu od niewielkich rycin plansze monotypii posiadają o wiele większy format. W obrębie monotypii artysta operuje szeroką, stonowaną gamą kolorystyczną, miękką plamą, nieraz skontrastowaną ze swobodną kreską. Od chwili ukończenia studiów swoją twórczość artysta prezentował na kilkunastu wystawach indywidualnych, uczestniczył w kilkudziesięciu wystawach ogólnopolskich i ponad 170 pokazach międzynarodowych. Wystawiał m.in. w Berlinie, Getyndze, Wilhelmshaven (Niemcy), Toronto (Kanada), Kanagawie, Kochi (Japonia), Caloire (Francja), Maastricht, Namur (Belgia), Cadaques (Hiszpania), Budapeszcie, Friedrikstad (Norwegia), Hajfie (Izrael), Wilnie (Litwa), Bitoli (Macedonia), Cluj, Baia Mare (Rumunia), Leskovacu (Jugosławia), Teheranie (Iran), Leiden (Holandia), Rijece (Chorwacja), Rosario (Argentyna), Hallsberg, Örebro(Szwecja), Evora (Portugalia).
Jego prace były wielokrotnie nagradzane na międzynarodowych konkursach i wystawach. Miał 31 ekspozycji indywidualnych oraz brał udział w ponad 350 wystawach zbiorowych, w większości o zasięgu międzynarodowym. Juror krajowych i międzynarodowych konkursów plastycznych.

## Przykładowe prace

### Exlibris

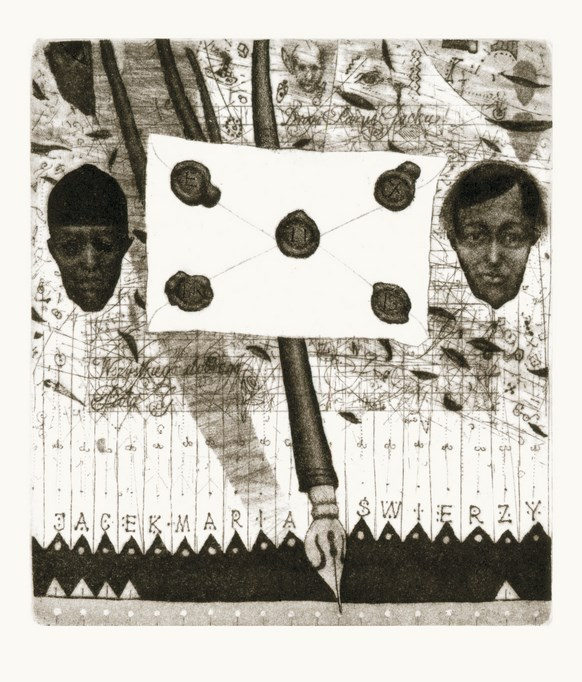
„J.M. Świerzy” (intaglio) (2007)
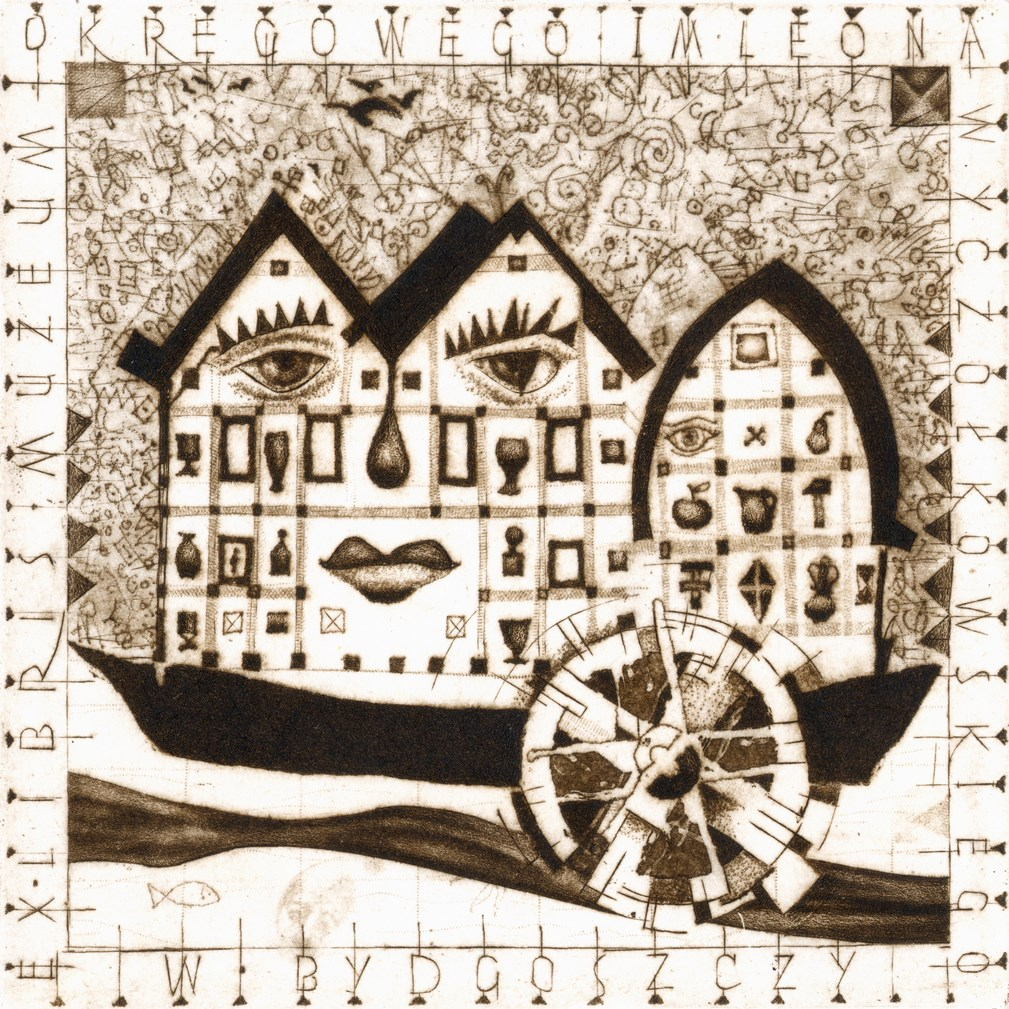
„Muzeum Leona Wyczółkowskiego” (intaglio) (2008)
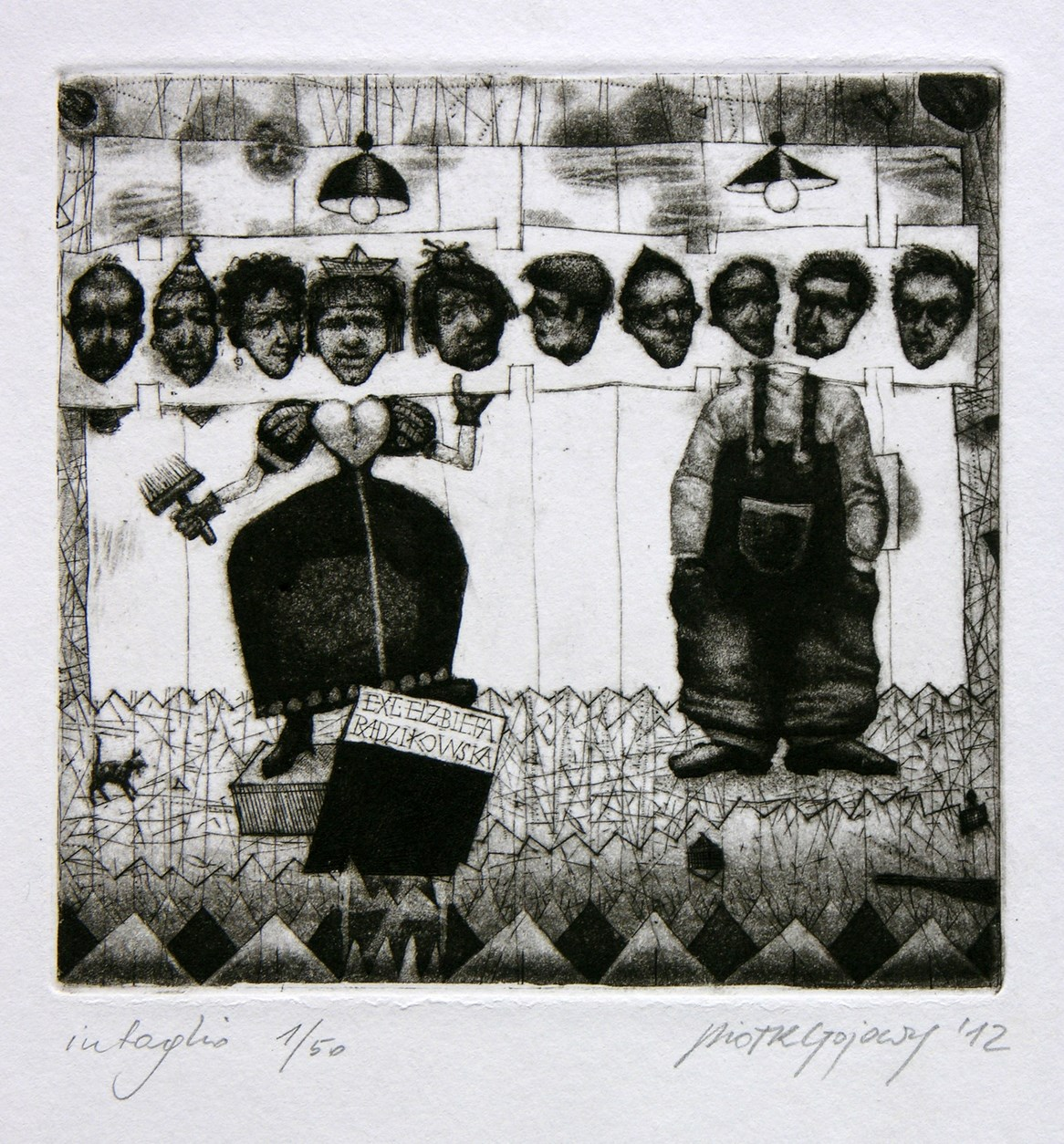
„E. Radzikowska” (intaglio) (2012)
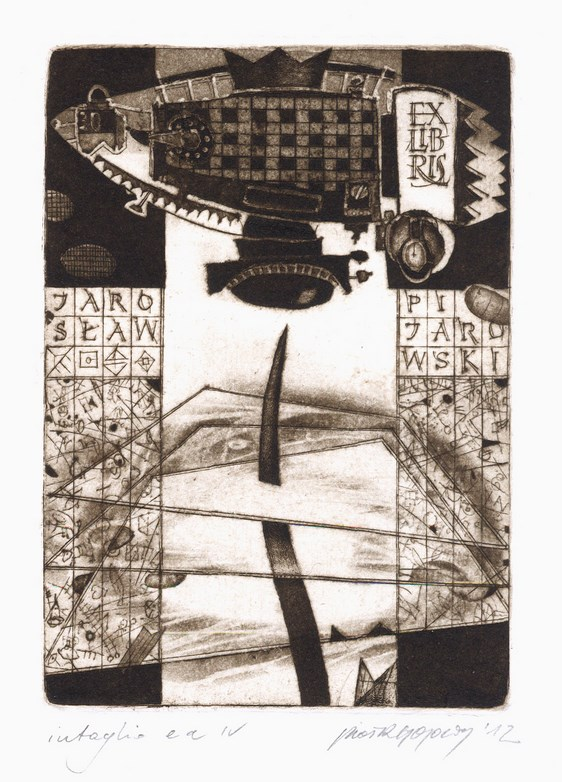
„J.Pijarowski” (intaglio) (2012)

### Intaglio

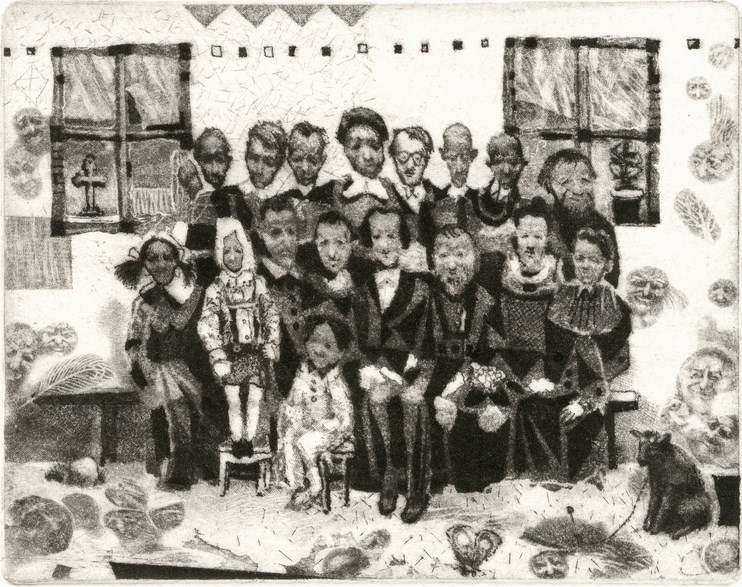
„Pierwsza niedziela września 1939” (2004)
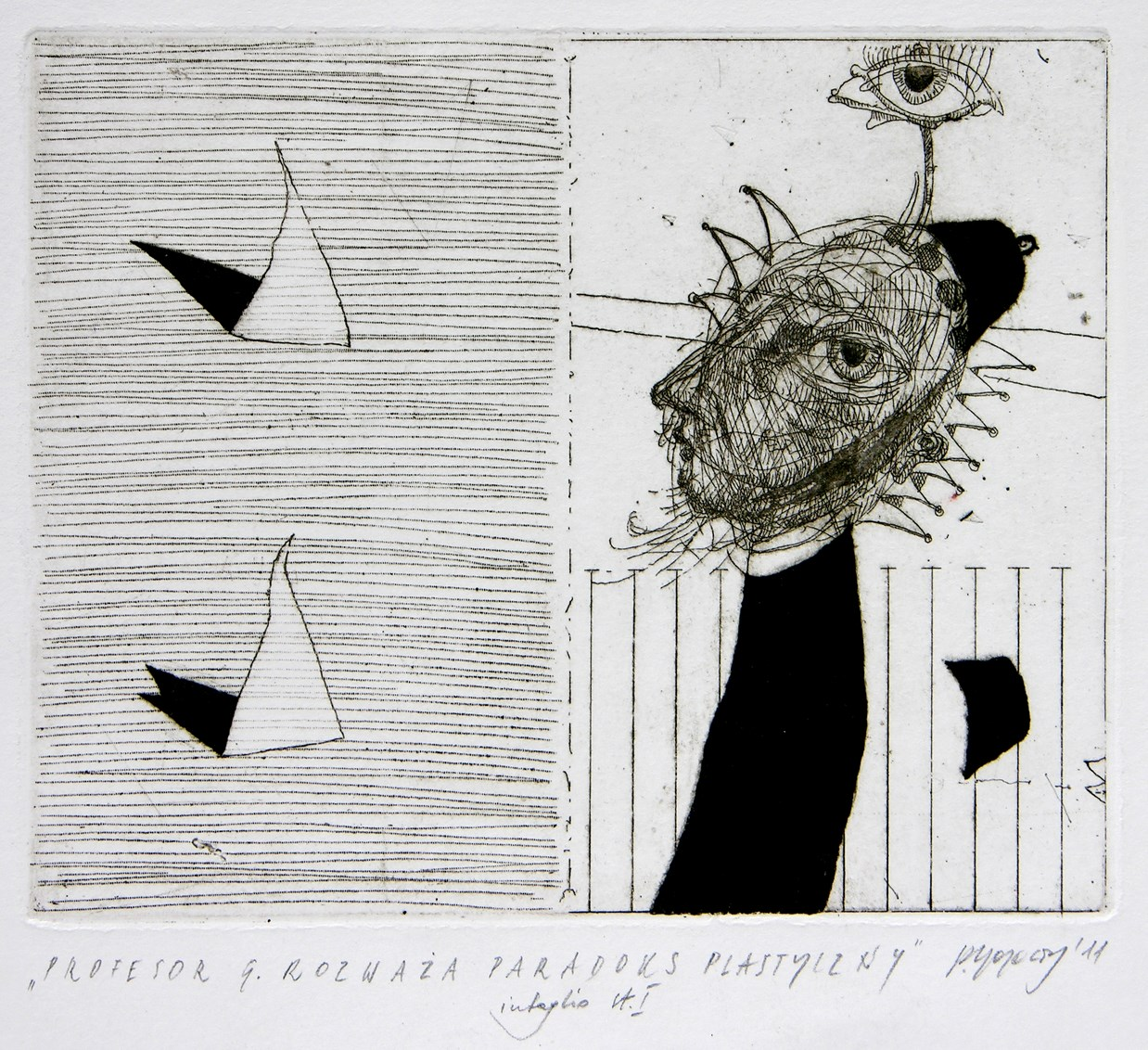
„Profesor G. rozważa paradoks plastyczny” (2011)
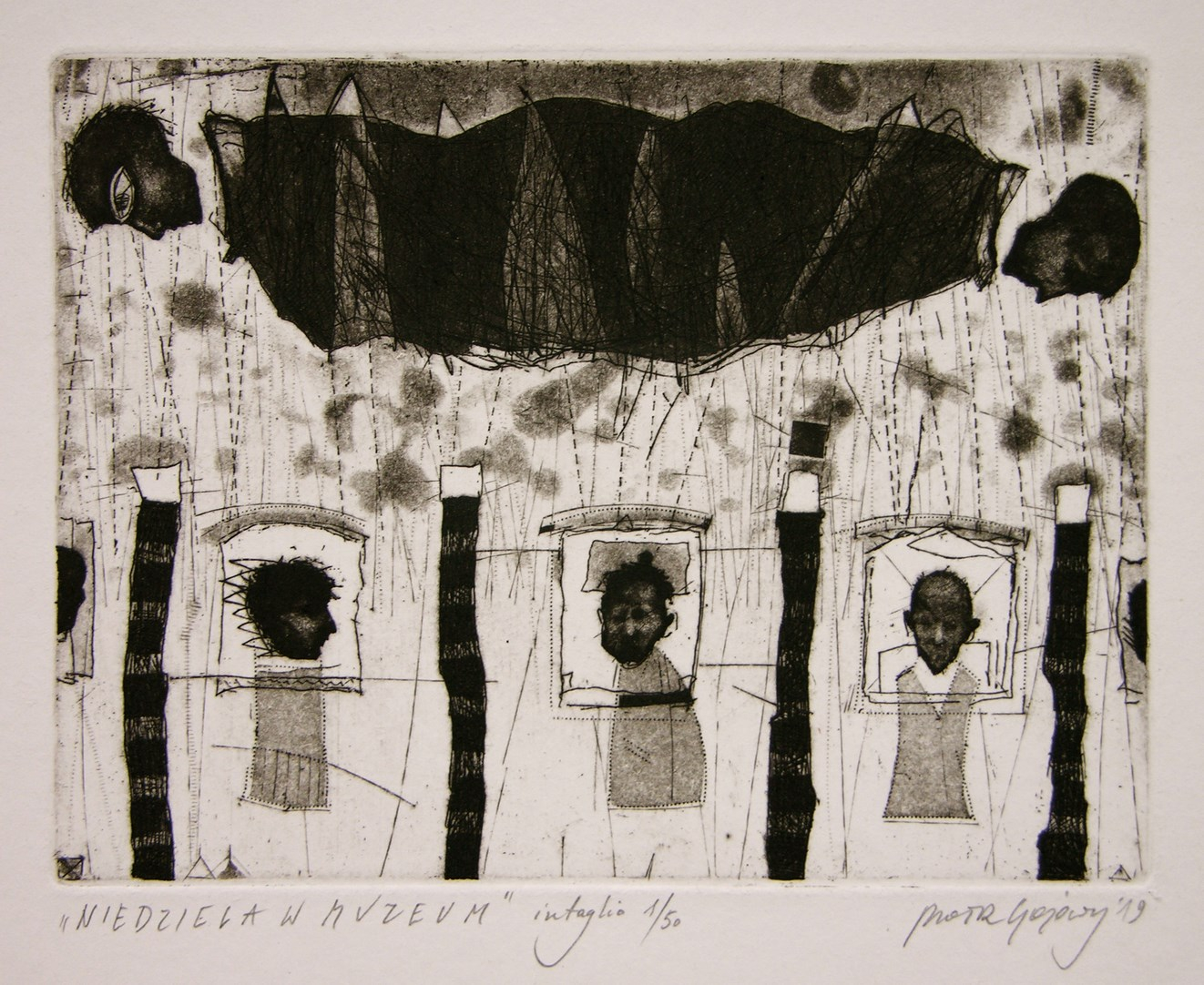
„Niedziela w muzeum” (2019)
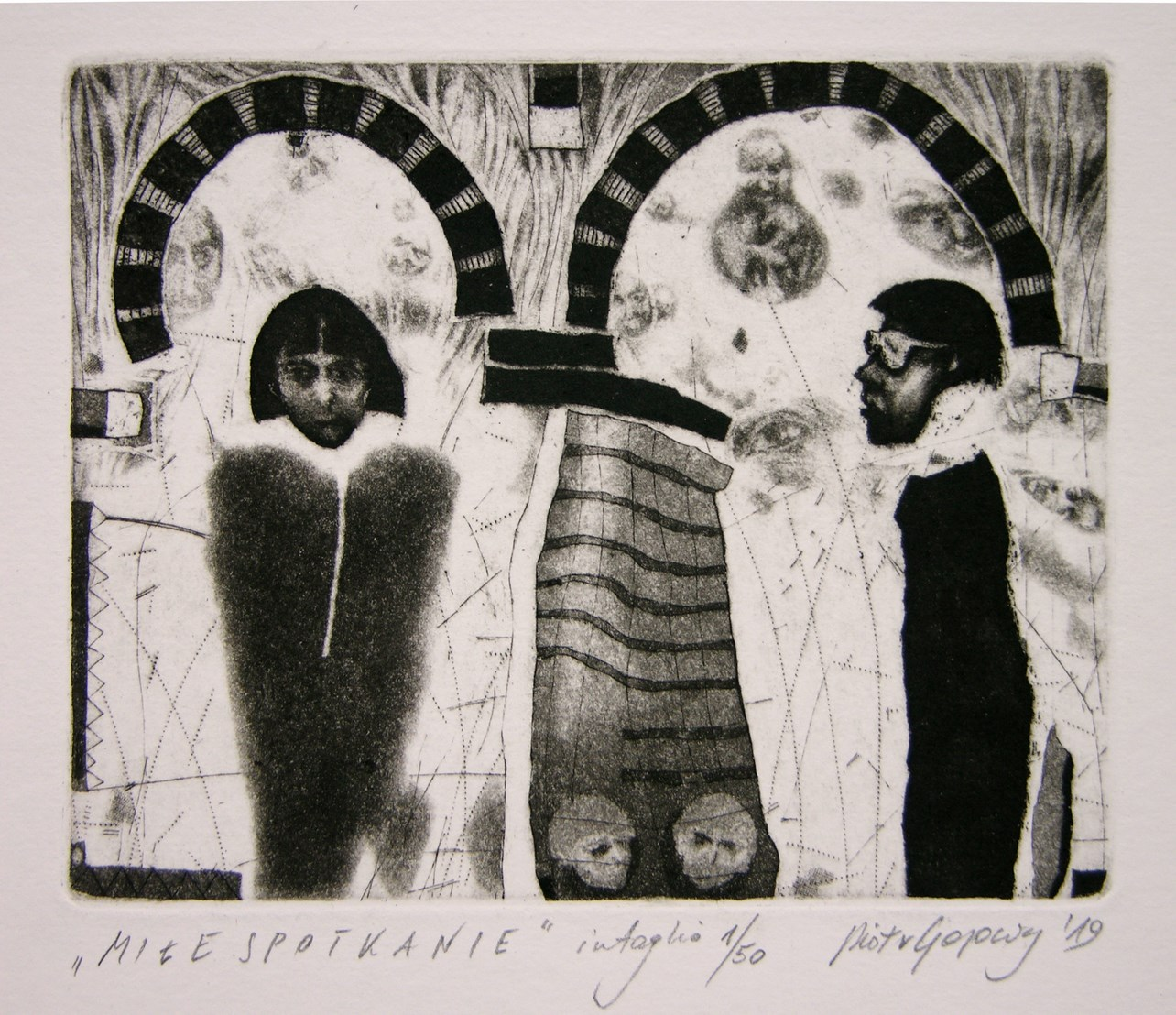
„Miłe spotkanie” (2019)

### Linorytbarwny

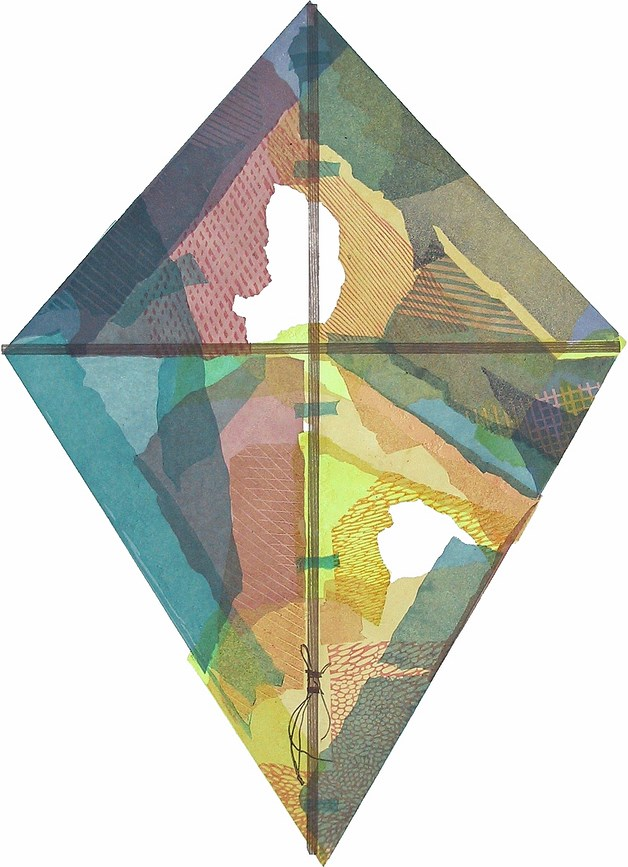
„Latawiec I” (1987)
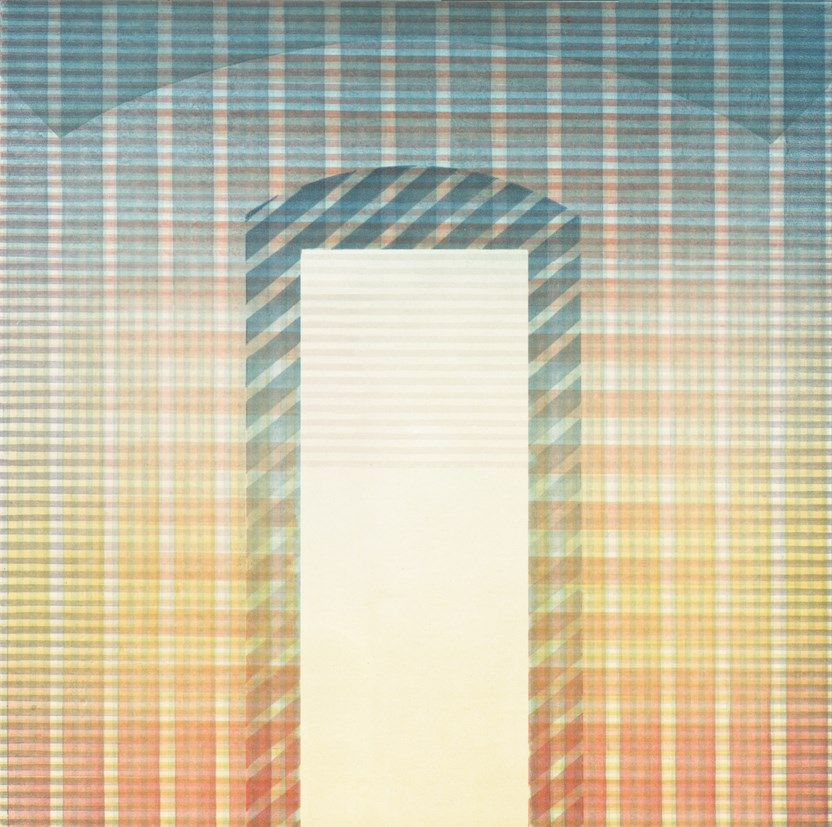
„Brama IX” (1991)
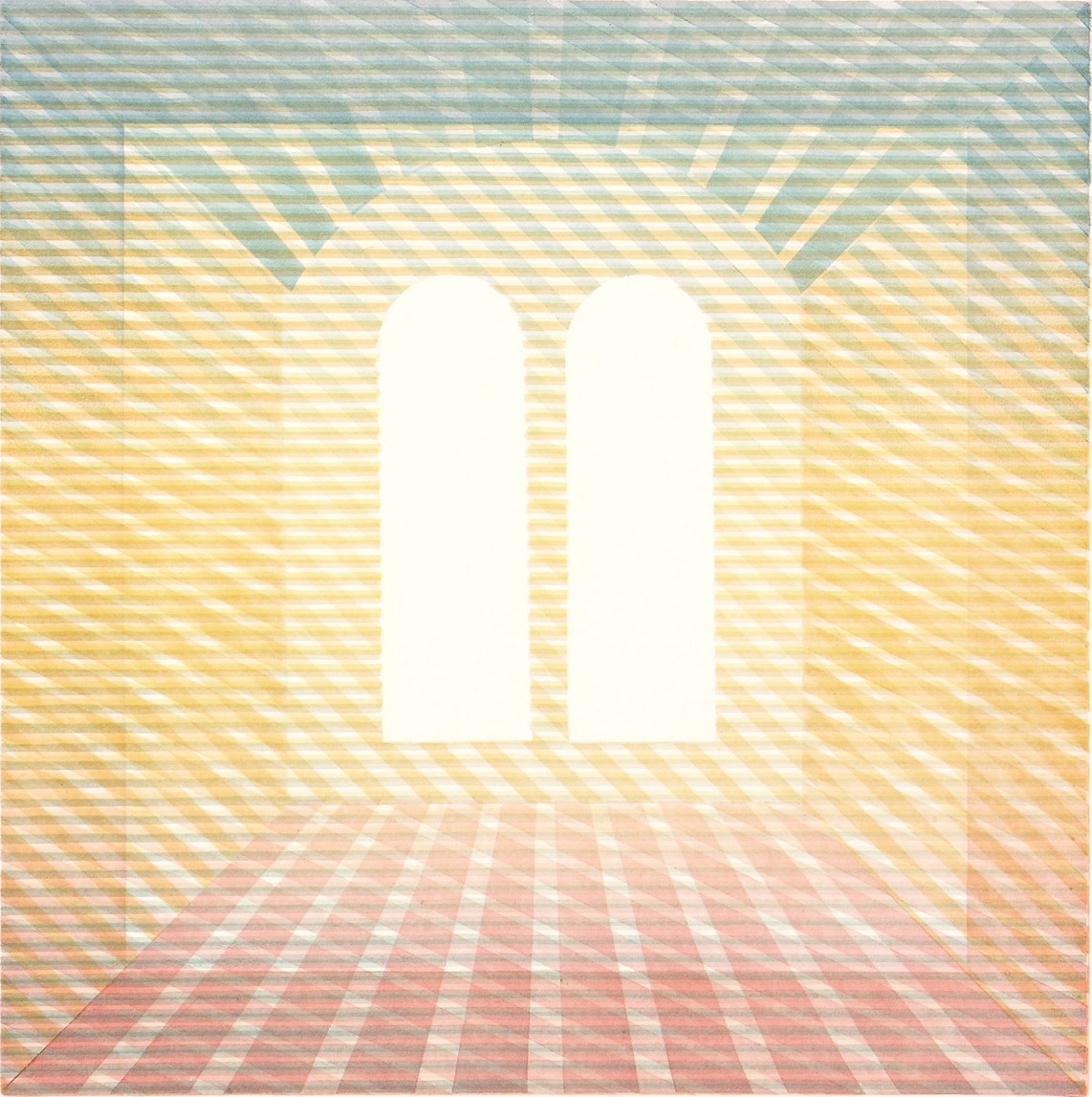
„Bliźnięta” (1992)
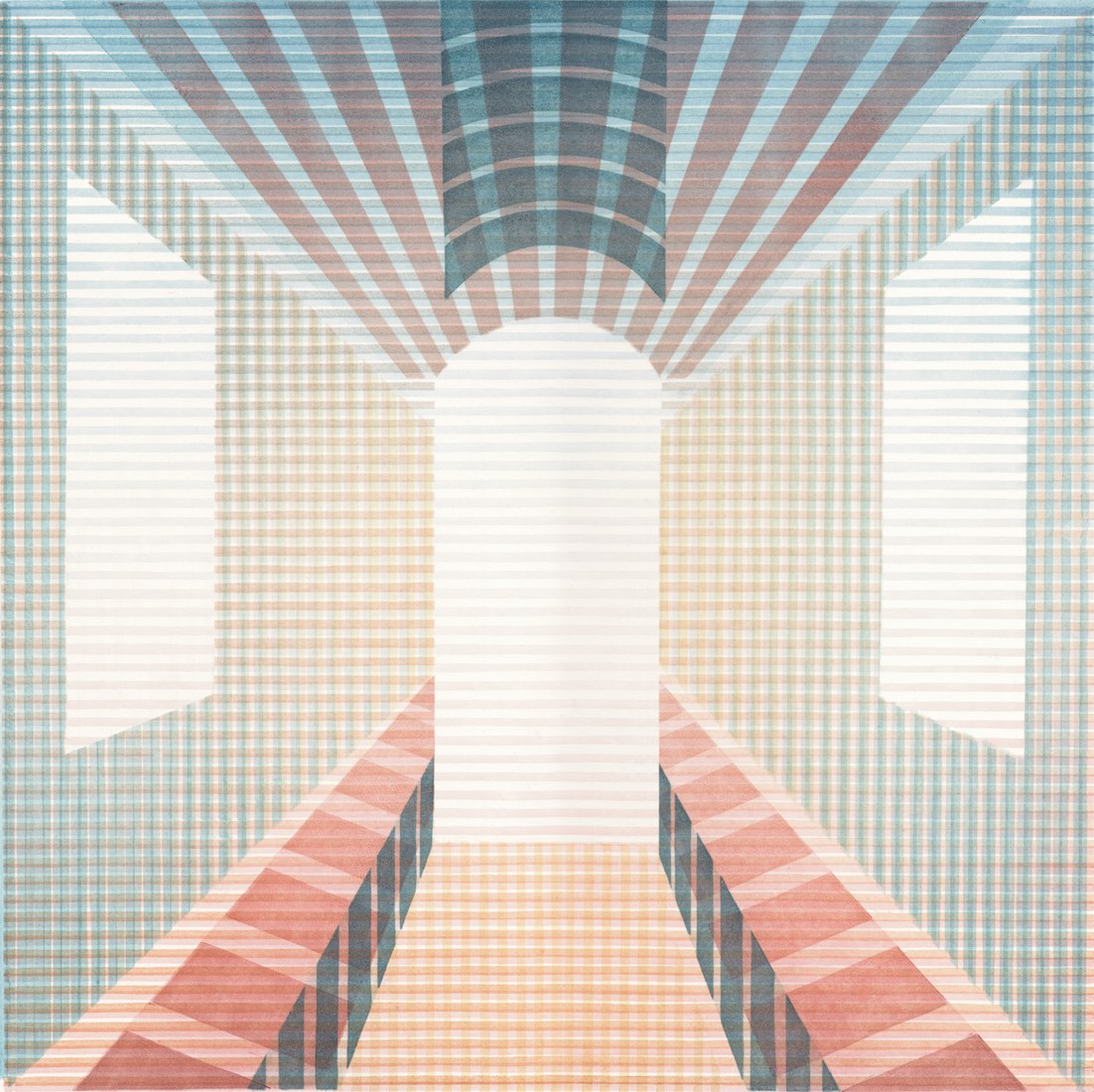
„Przejście” (1992)

### Litografia

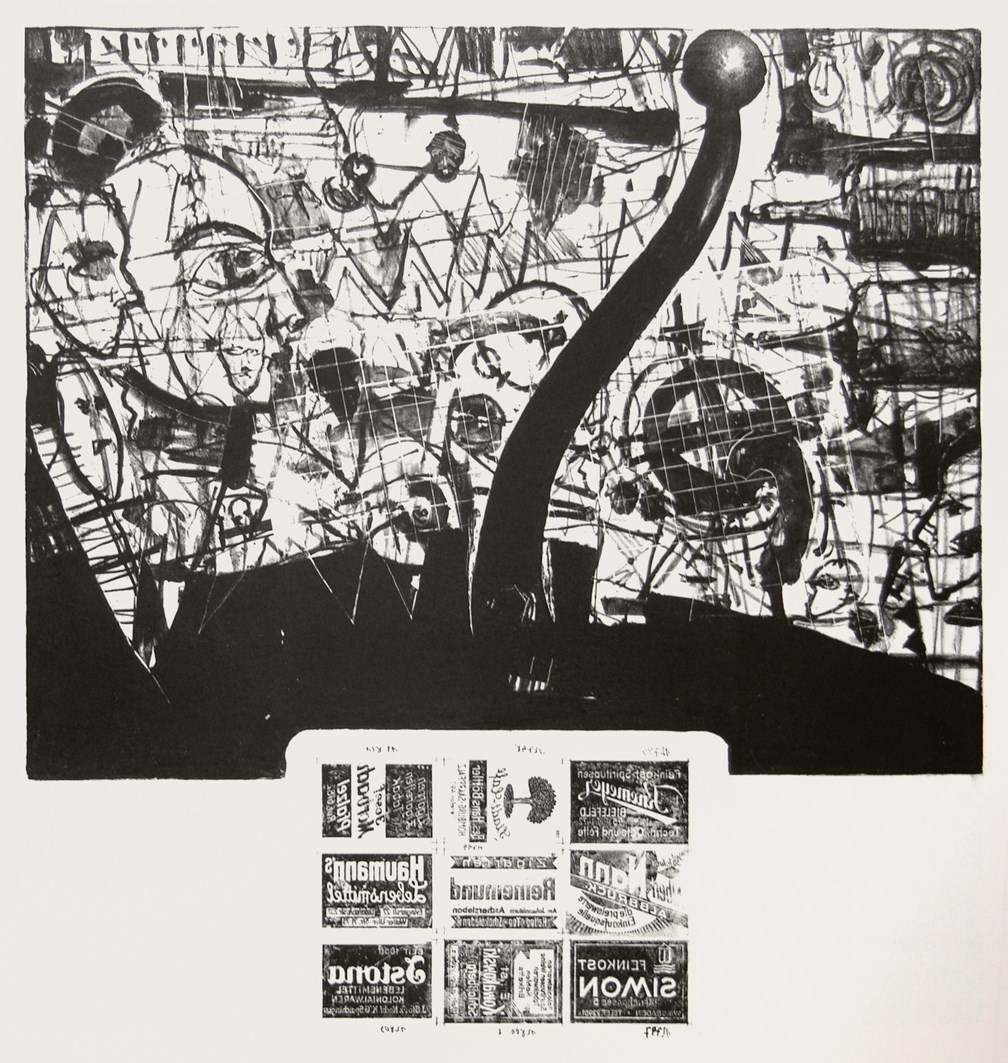
„Pochwała litografii” (2018)
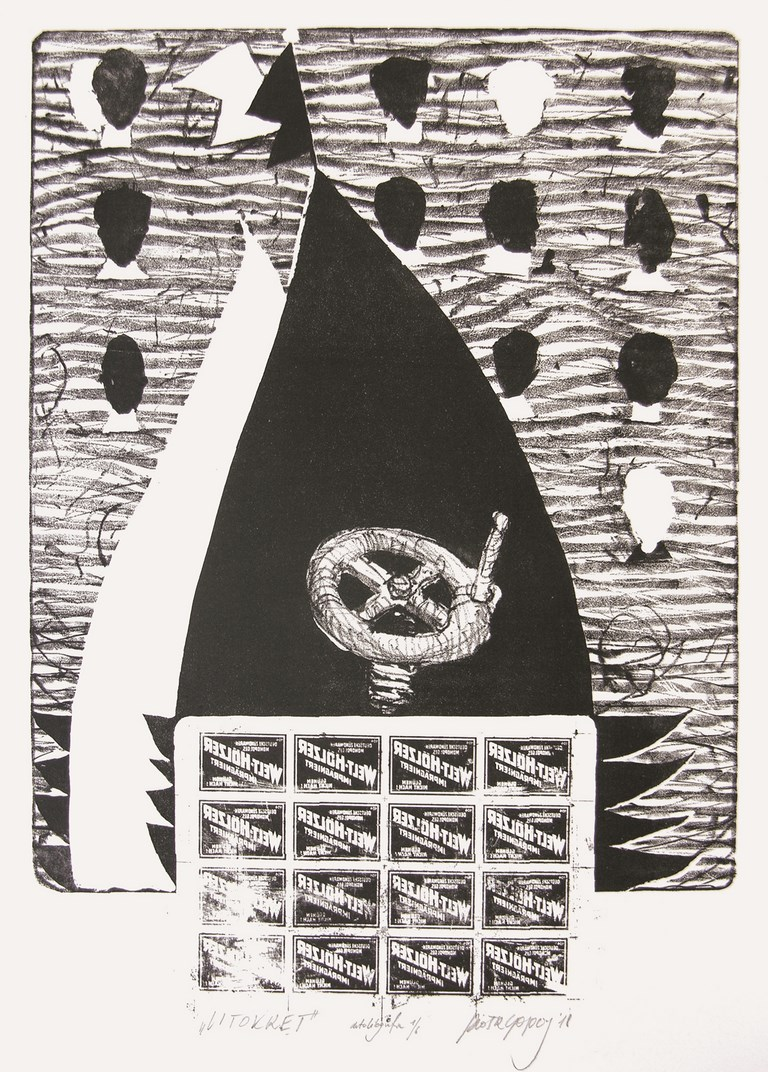
„Litokręt” (2018)

### Druk cyfrowy

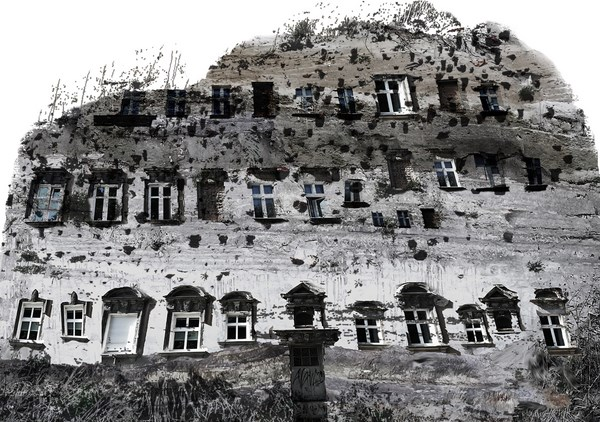
„Klif 2" (2020)
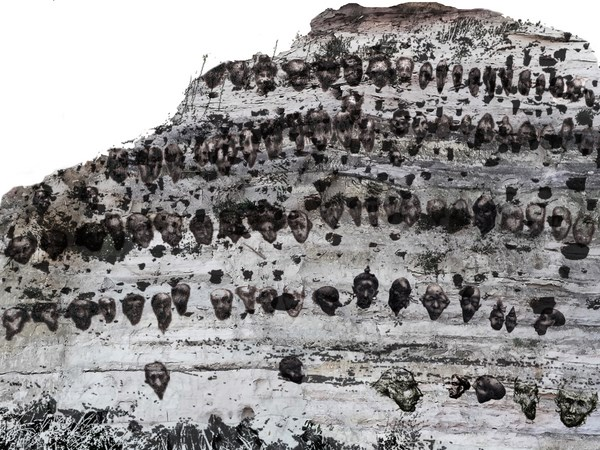
„Klif 3" (2020)

### Monotypia

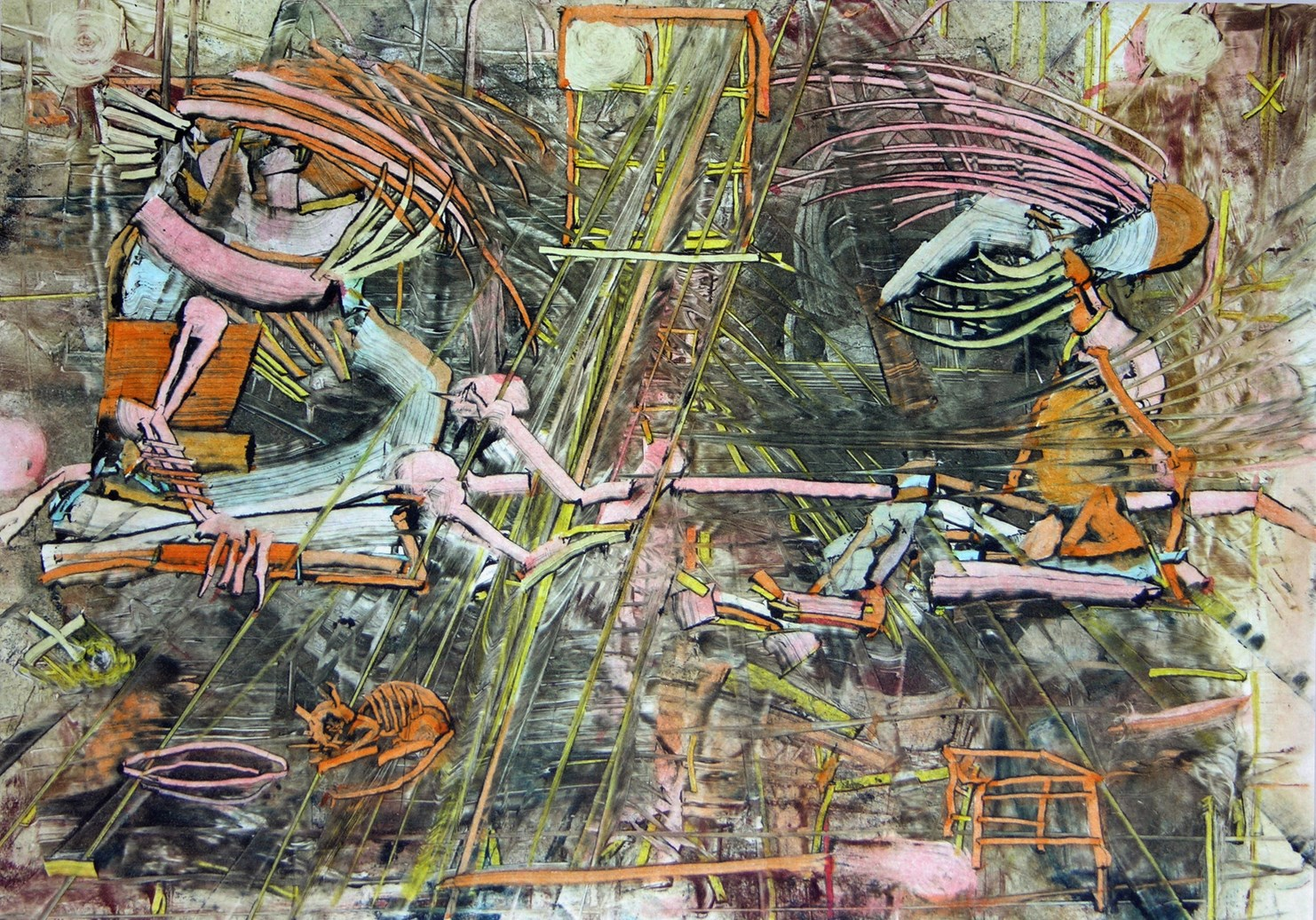
„Spotkanie” (1993)
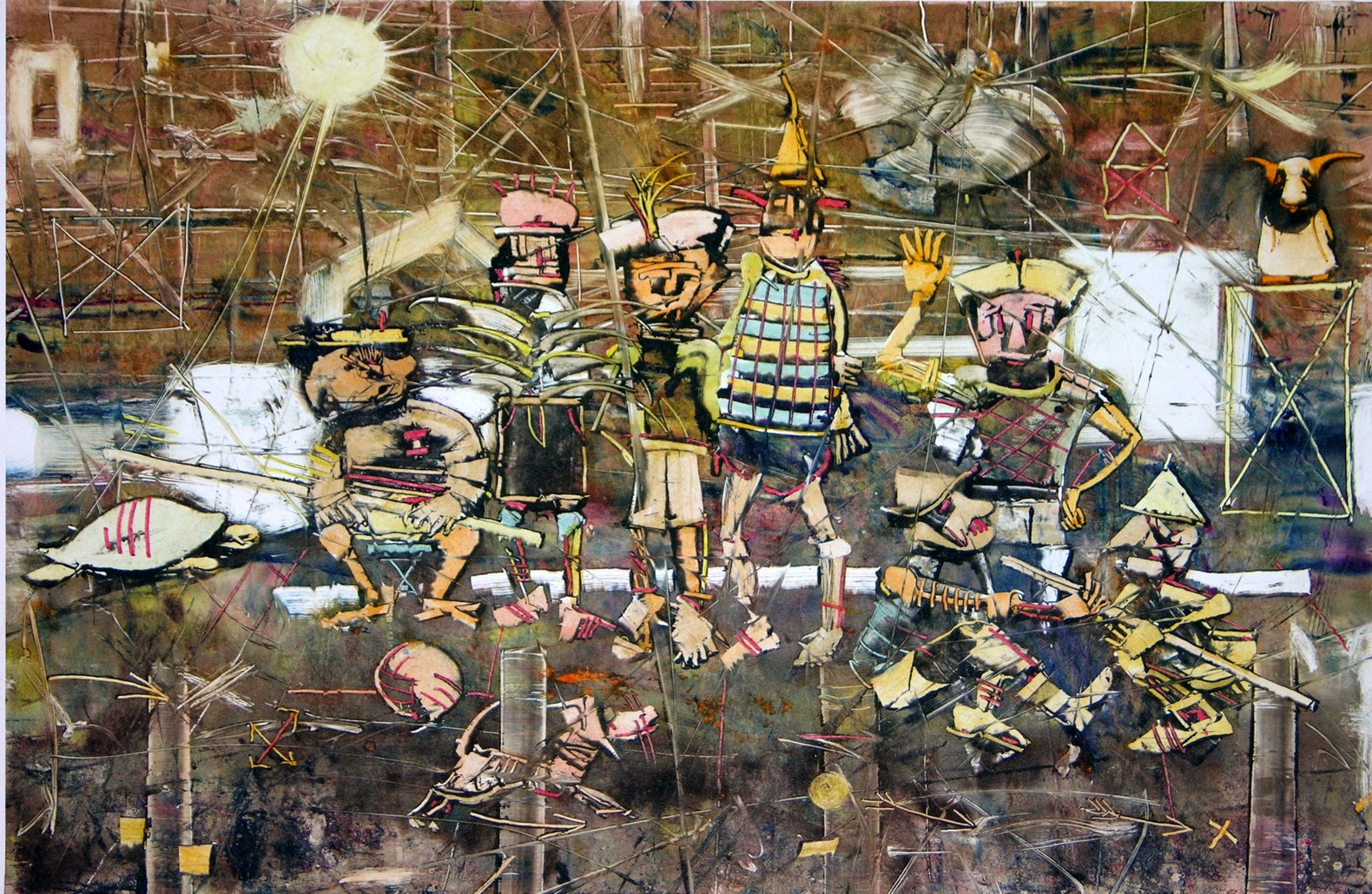
„Przyjaciele z dziecięcych lat” (1993)
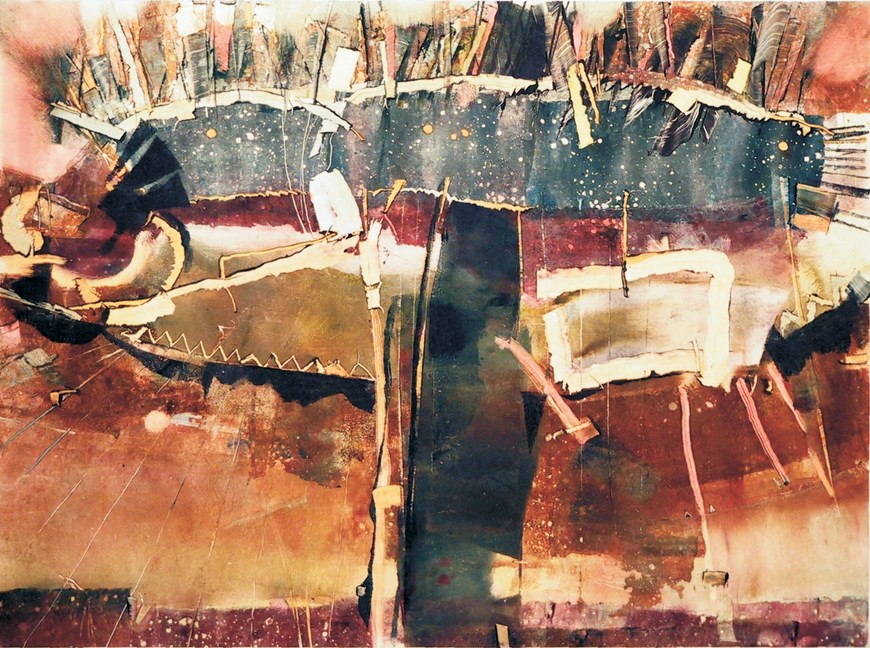
„Ryba i oścień” (1999)
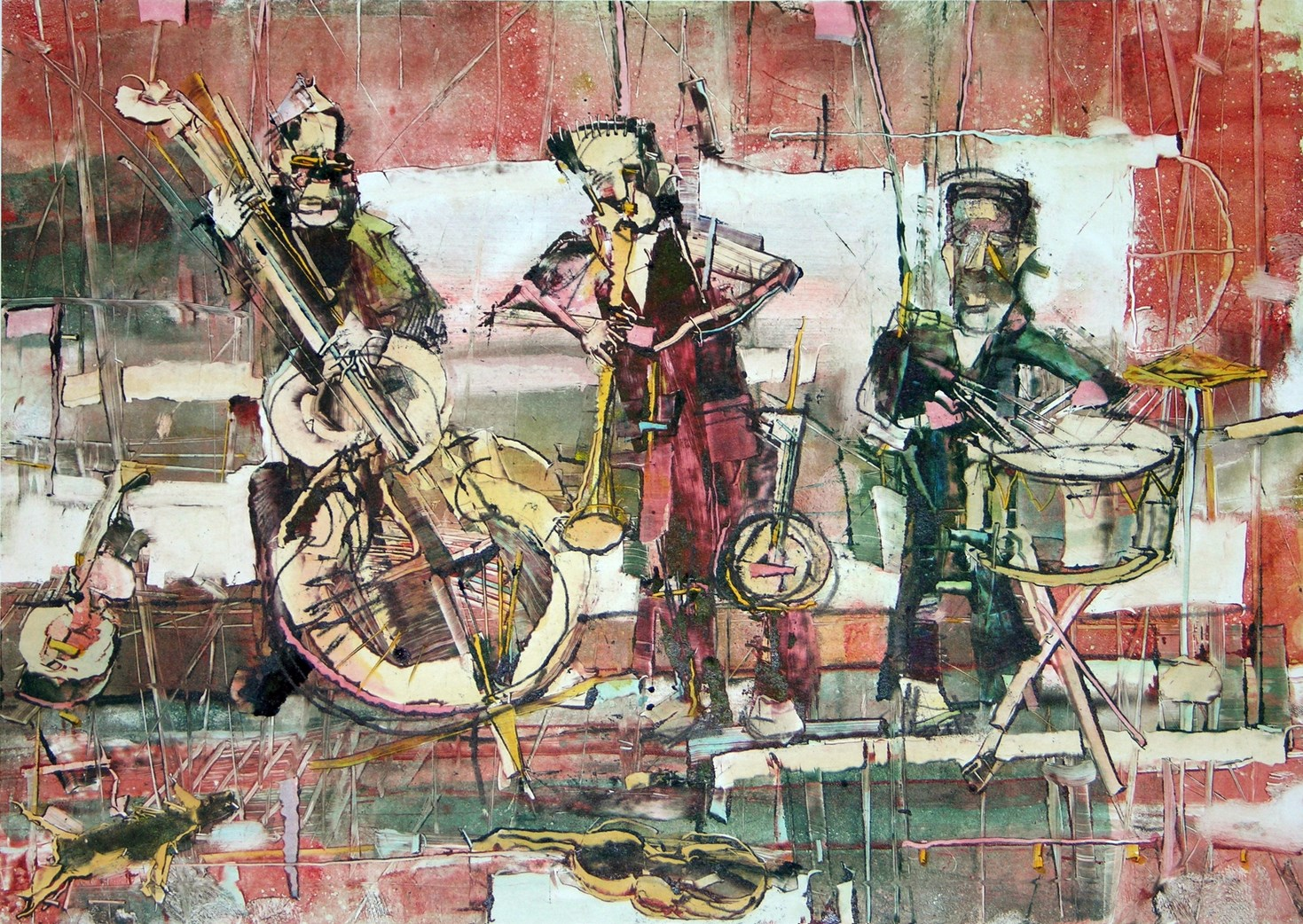
„Orkiestra uliczna” (1999)

### Suchy tłok

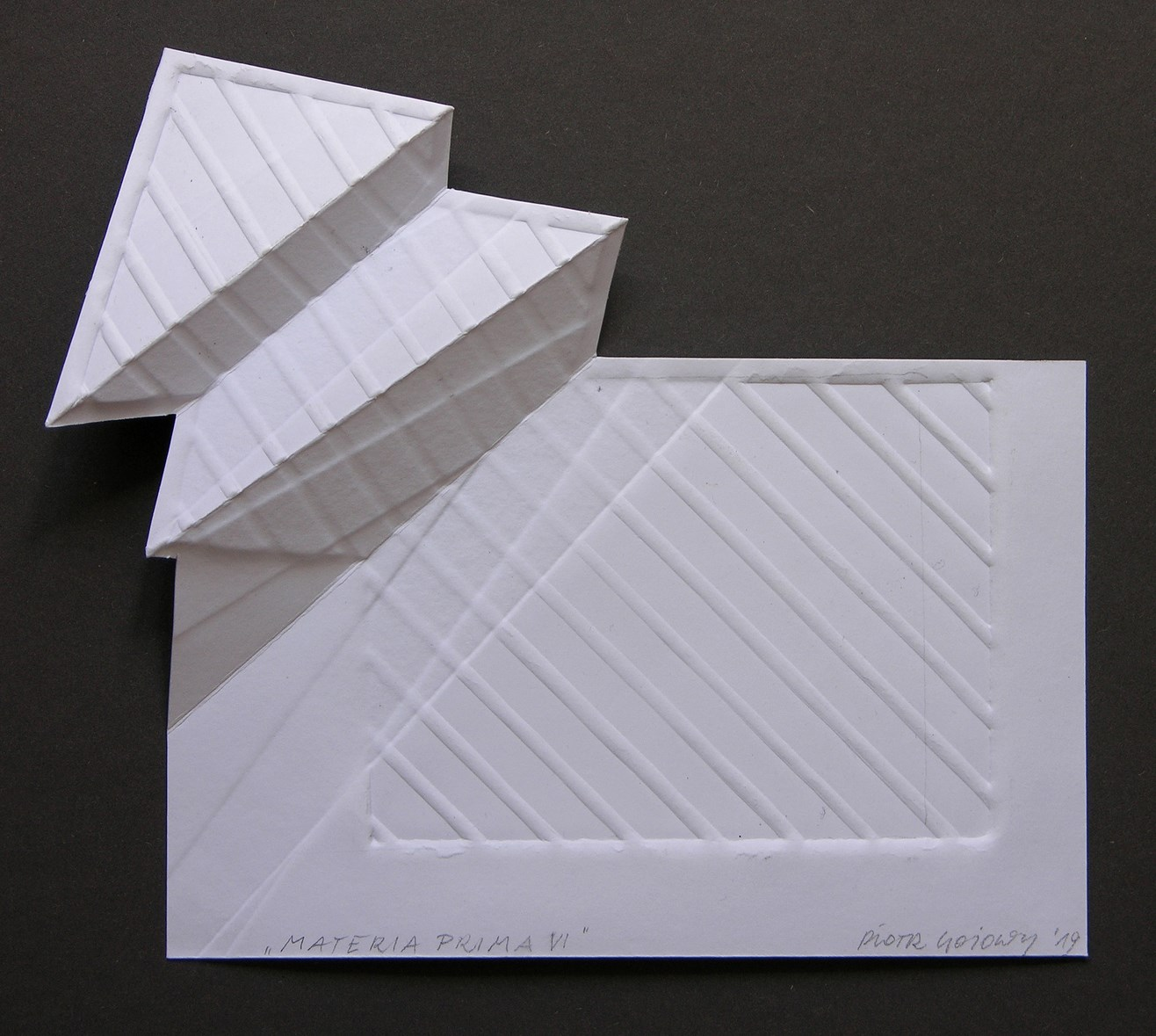
„Materia Prima VI” (2020)
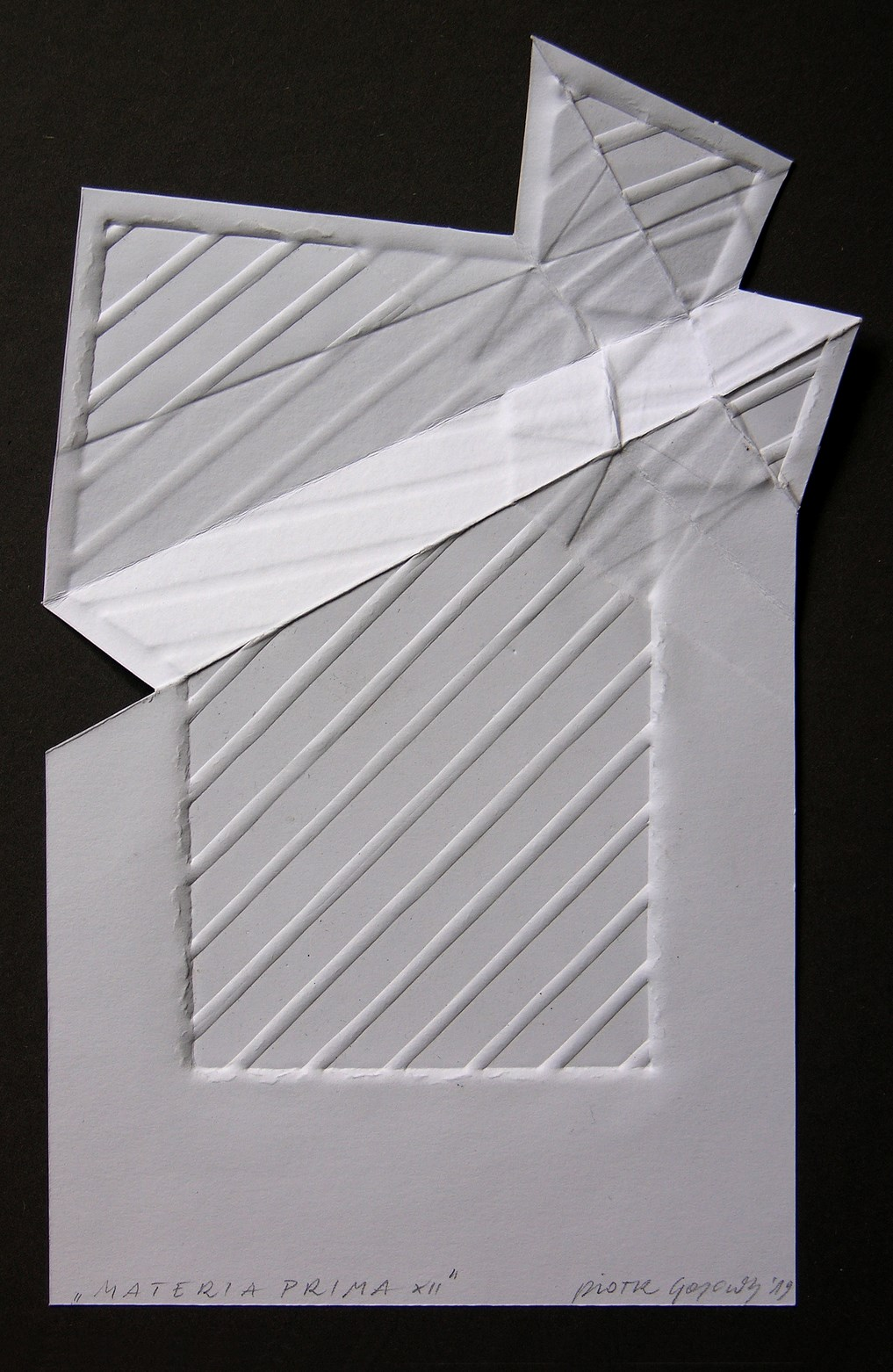
„Materia Prima XII” (2020)
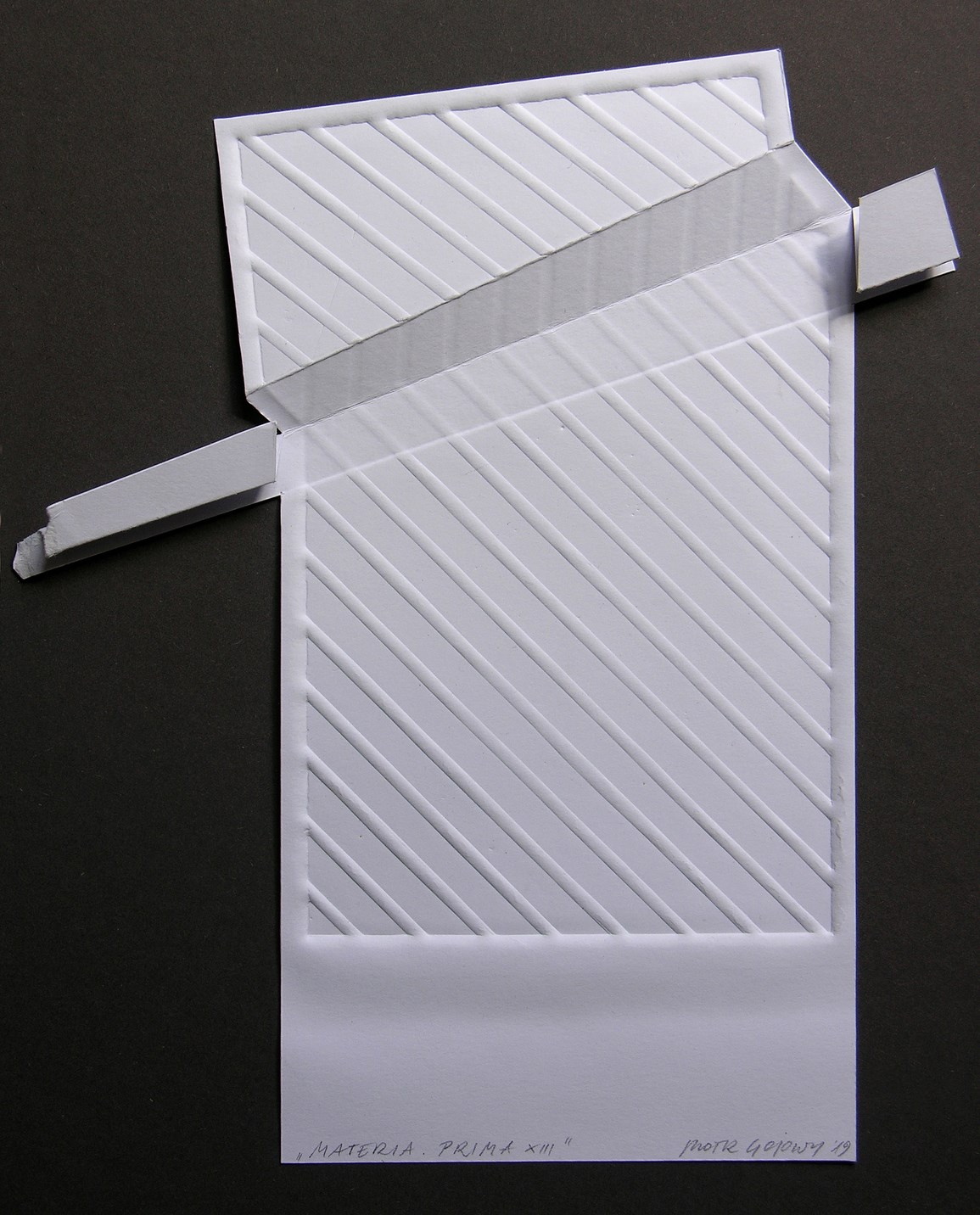
„Materia Prima XIII” (2020)
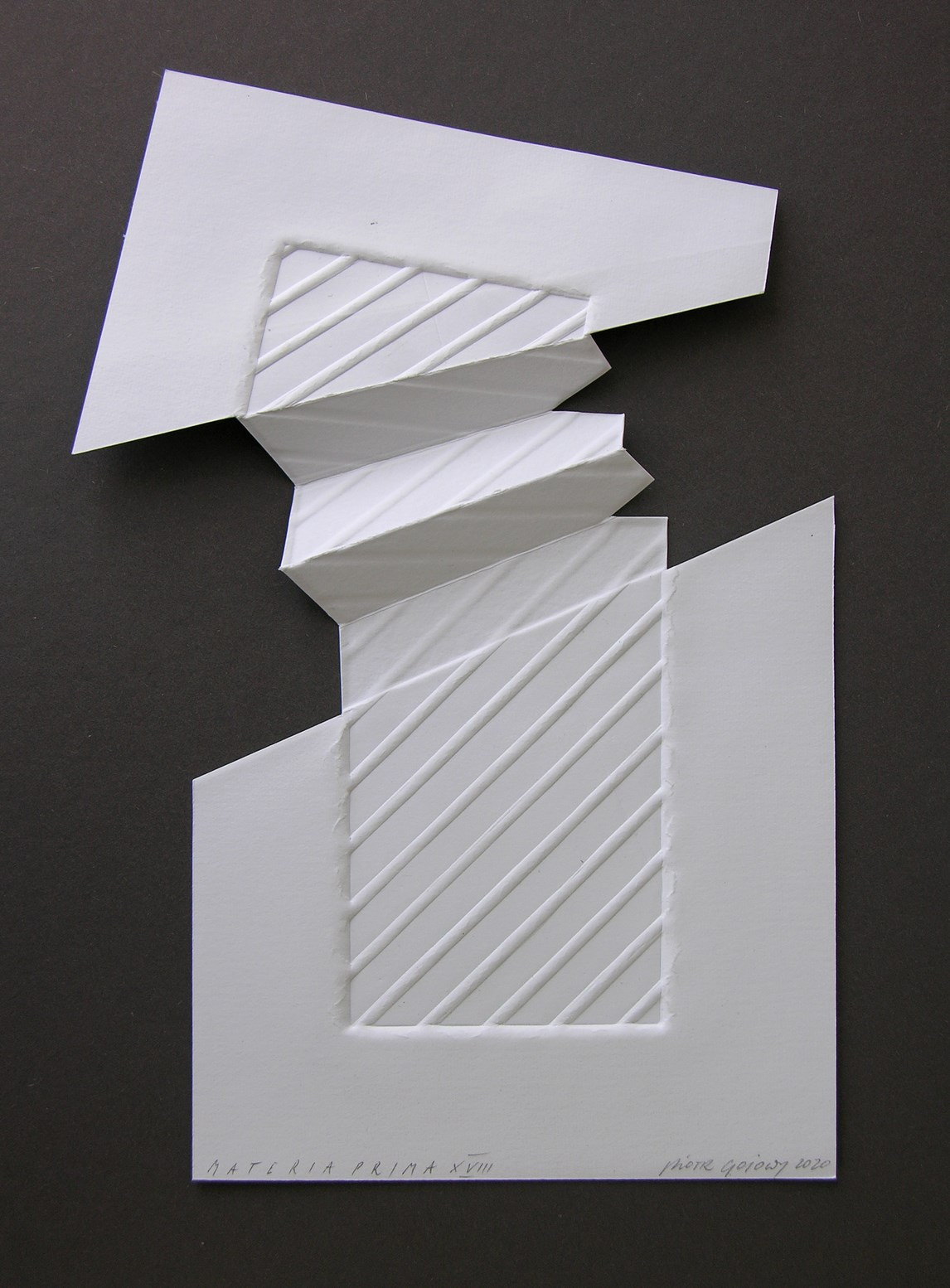
„Materia Prima XVIII” (2020)

## Ważniejsze nagrody i wyróżnienia[2]
- Międzynarodowa Wystawa Małych Form Graficznych „Kontakt'93", Toruń (dyplom honorowy),
- VIII Małe Formy Grafiki, Polska-Łódź'93, Łódź (medal honorowy),
- Międzynarodowa Wystawa „Satyrykon'95", Legnica (nagroda specjalna)
- Międzynarodowa Wystawa Miniatury, Częstochowa 2000 r. (wyróżnienie honorowe),
- BIMPE III The Third Biennial International Miniature Print Exhibition Grandvill Island, Vancouver 2004 (wyróżnienie honorowe),
- XXI Międzynarodowe Biennale Ekslibrisu Współczesnego, Malbork 2007,(medal honorowy),
- VII Międzynarodowy Konkurs Graficzny na Ekslibris Gliwice 2007,(wyróżnienie medalem i dyplomem honorowym),
- XXII Międzynarodowe Biennale Ekslibrisu Współczesnego, Malbork 2009 (wyróżnienie medalem honorowym nagroda prezesa ZPAP za najlepszy zestaw prac),
- International Exhibition of Computer Graphics „Opava 2002” (3 nagroda w kategorii ekslibris i wyróżnienie honorowe w kategorii „Free Graphics”),
- 4 Muestra Internacional de Miniprint de Rosario 2008 ñ uno de los cuatro 1 Premios, Rosario Argentyna (pierwsza nagroda),
- 18 de Internationale Exlibris – en Kleingrafiekwedstrijd Sint-Niklaas Belgia 2011 (nagroda Leo Winklera)
- IX Międzynarodowy Konkurs Graficzny na Ekslibris – Gliwice 2012 (druga nagroda).